# Казанов (Ивано-Франковская область)
Казанов (укр. Казанів) — село в Коршевской сельской общине Коломыйского района Ивано-Франковской области Украины.
Население по переписи 2001 года составляло 1076 человек. Занимает площадь 22,73 км². Почтовый индекс — 78241.